# União do Vegetal

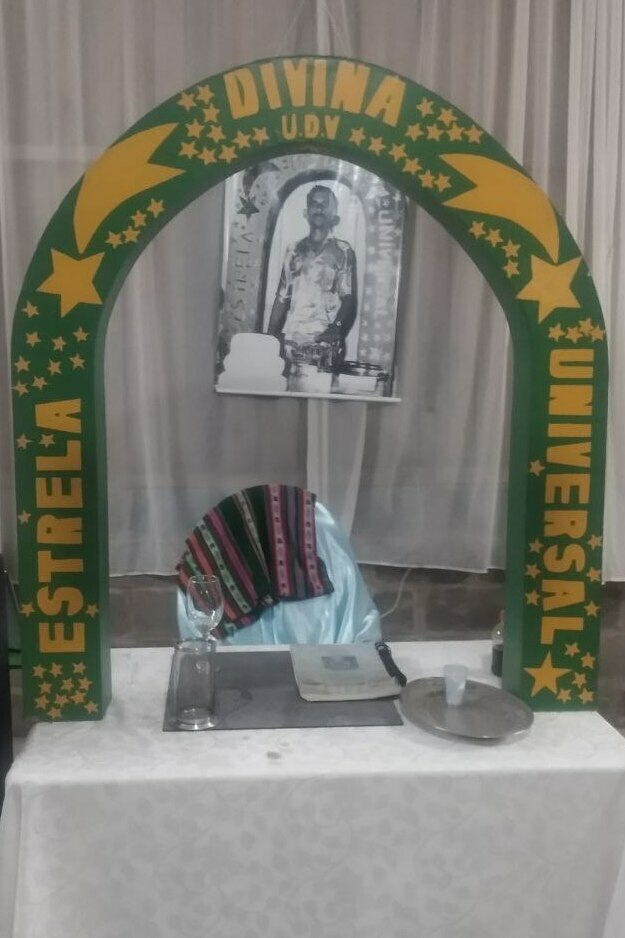
Altar usado nas sessões da União do Vegetal, com uma imagem do Mestre Gabriel ao fundo

A União do Vegetal (UDV) é uma religião brasileira. Fundada em 1961  por José Gabriel da Costa, mais conhecido como Mestre Gabriel, tem por objetivo promover a paz e “trabalhar pela evolução do ser humano no sentido do seu desenvolvimento espiritual”. A instituição conta hoje com mais de 18 000 sócios, distribuídos em mais de 200 unidades, em todos os estados do Brasil, em Peru e em alguns países da Europa, América do Norte e Oceania.
Em suas sessões, os associados bebem o chá Hoasca, ou Ayahuasca, também chamado de "vegetal", ou simplesmente "chá", para efeito de concentração mental. No Brasil, o uso do chá em rituais religiosos foi regulamentado em 25 de janeiro de 2010 pelo CONAD, o Conselho Nacional de Políticas sobre Drogas, do Governo Federal Brasileiro. Essa regulamentação estabelece normas legais para as instituições religiosas que fazem uso responsável do chá. 
A Suprema Corte dos Estados Unidos, concedeu à União do Vegetal, por unanimidade, o direito ao uso do chá Hoasca durante suas sessões religiosas em todo território estadunidense, em audiência realizada no dia 21 de Fevereiro de 2006. 
Além da atividade religiosa, a UDV desenvolve também um trabalho de beneficência social. O Governo Federal concedeu ao Centro Espírita Beneficente União do Vegetal o título de Entidade de Utilidade Pública, no Diário Oficial da União nº 139, do dia 22 de julho de 1999

## Fundamentos e administração
A União do Vegetal tem como Sede Geral a cidade de Brasília, Distrito Federal, e está presente em todos os Estados, em mais de cem municípios. No exterior, a instituição religiosa está também em países como Estados Unidos, Espanha, Austrália, Inglaterra, Suíça, Portugal e Holanda. Seus sócios são oriundos de todas as classes sociais.
O Centro Espírita Beneficente União do Vegetal é dividido em núcleos e distribuições autorizadas, os quais são dirigidos pelo mestre em representação, e constitui-se por número ilimitado de sócios. Estes têm direito de comparecer às sessões de sua escala nas datas determinadas por seu regimento interno.
Os ensinamentos da União do Vegetal baseiam-se no princípio da reencarnação evolucionista, preceito milenar, adotado tanto pelo espiritualismo do Oriente como pelos primeiros cristãos, até o século V da nossa Era.
De acordo com a doutrina da UDV, Jesus Cristo é o Filho de Deus. Os ensinamentos são orientados pelo princípio cristão segundo o qual "o discípulo deve amar ao próximo como a si mesmo para ser merecedor do símbolo da União: Luz, Paz e Amor" — conforme estabelecido no conjunto de documentos que regem a instituição.
A doutrina da UDV é oral, transmitida exclusivamente em seus rituais religiosos. Nas sessões, o Mestre dirigente dos trabalhos distribui o chá Hoasca, também chamado de Vegetal. Segundo os adeptos da religião, o Vegetal proporciona maior concentração mental, um estado equilibrado de percepção e ampliação da consciência.

## História
A União do Vegetal nasceu nos seringais da Amazônia, na fronteira entre o Brasil e a Bolívia. A religião foi fundada por José Gabriel da Costa, o Mestre Gabriel, como é chamado pelos seus discípulos. Ele conheceu o chá Hoasca em 1959, através de um senhor chamado Chico Lourenço, que o distribuía entre os seringueiros.
Segundo a doutrina da UDV, o Mestre Gabriel reconheceu sua missão espiritual na primeira vez que bebeu o chá. Ainda em 1959, ele próprio começou a distribuir o Vegetal, nome pelo qual o chá Hoasca passou a ser chamado.
Dois anos depois, em 22 de julho de 1961, Mestre Gabriel declarou a criação da sociedade religiosa União do Vegetal. A data passou a ser comemorada pela instituição como o aniversário de sua fundação.
No dia 31 de dezembro de 1964, Mestre Gabriel viajou com a família para Porto Velho, capital do antigo Território do Guaporé, hoje Estado de Rondônia. Lá, iniciou os trabalhos de consolidação da sociedade que havia criado.
No início das atividades, a UDV não tinha registro oficial. A polícia chegou inclusive a prender indevidamente o Mestre Gabriel. Posteriormente foi feito o registro da Associação Beneficente União do Vegetal e publicou-se no Jornal Alto Madeira um artigo intitulado "Convicção do Mestre", uma defesa pública dos princípios e objetivos da UDV.
Em 29 de julho de 1968, o Mestre Gabriel autorizou o discípulo Florêncio Siqueira de Carvalho a iniciar os trabalhos da União do Vegetal em Manaus, primeiro passo para a expansão da UDV pelo Brasil.
No início dos anos 70, a União do Vegetal teve as suas sessões em Porto Velho temporariamente suspensas pela Divisão de Segurança e Guarda do Território Nacional. A instituição entrou com um mandado de segurança para retomar suas atividades e passou a adotar o nome de Centro Espírita Beneficente União do Vegetal.
Mestre Gabriel fez a passagem no dia 24 de setembro de 1971, na cidade de Brasília.
Com o processo de expansão da União do Vegetal, a instituição chegou gradualmente às outras capitais do país. Em 1º de Novembro de 1982 formalizou-se a transferência da sede geral, de Porto Velho para Brasília, com o objetivo de atender às necessidades de desenvolvimento institucional do Centro. Desde 2010, com a inauguração da Distribuição Autorizada de Vegetal de Aracaju, capital de Sergipe, a União do Vegetal está presente em todas as capitais estaduais brasileiras.

## Doutrina da UDV
A história da UDV é contata de modo diferente pelos próprios adeptos da religião. De forma bem resumida, ela é a seguinte.

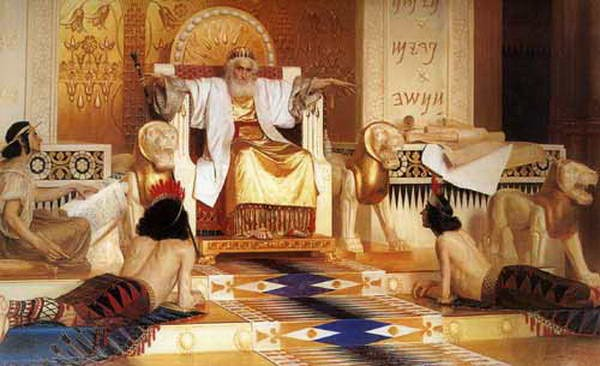
Rei Salomão.

A história da União do Vegetal (e do próprio vegetal) remonta ao reinado de Salomão, rei de Israel e o homem mais sábio que já existiu sobre a face da terra.
Certo dia, uma conselheira de um rei local morreu e foi enterrada. Ali nasceu um pé de chacrona (a folha).
Depois, um vassalo desse mesmo rei bebeu um chá feito dessa folha, e morreu. No local onde foi enterrado, nasceu um pé de mariri (o cipó).
Muito tempo se passou, quando Rei Salomão avistou um pé de cipó viçoso ao lado de uma planta com folhas grandes e exuberantes. Então, em sua infinita sabedoria, recebeu a ideia de uma força espiritual: "una estas folhas com o cipó, faça um chá, e dê-o para uma pessoa de confiança beber".
Cumprida a primeira parte da ordem, chamou um de seus vassalos, Caiano, e deu-lhe a bebida. Caiano tornou-se assim o primeiro hoasqueiro:

Caiano, mestre Caiano

é o primeiro hoasqueiro

eu chamo caiano

chamo borracheira

[...]

Caiano mestre Caiano

é o hoasqueiro sem fim

eu chamo o rei hoasqueiro

clareia seus caianinhos

De aí em diante, Caiano foi recebendo as informações espirituais de outro mundo, por meio do vegetal. Ele próprio passou a ter discípulos.
Certa feita, Salomão precisava de matéria-prima para construir seu castelo. Com isso, fretou vários navios, com mil pessoas a bordo ao todo, e fez a travessia do Atlântico até a floresta amazônica. Sabendo que o ambiente do Oriente Médio era inóspito para o mariri, levou consigo sementes, tendo plantado diversos pés tanto do mariri como da chacrona em solo amazônico. Teve início assim a longa história da ayahuasca no continente americano.
Após a morte de Salomão, Caiano continuou ensinando e ministrando até chegar a sua vez de "fazer a passagem". Caiano morreu em data indeterminada e reencarnou na Bahia em 1922 na pessoa de Mestre Gabriel.  José Gabriel da Costa, ou Mestre Gabriel, era um “soldado da borracha”: durante a segunda guerra mundial, o aumento da demanda por borracha levou muitos sertanejos para a Amazônia para trabalharem como seringueiros. Lá, Gabriel conheceu o vegetal, e teve início assim a história da religião, que nada mais foi do que reavivada por meio de “recordações”.

## Relações com a sociedade
Entre as religiões hoasqueiras, a União do Vegetal é uma das mais organizadas institucionalmente, tornando-se uma das principais interlocutoras das autoridades brasileiras nos assuntos relacionados ao uso do chá Hoasca.
Notadamente a partir da década de 1980, a UDV vem buscando o diálogo com as autoridades, de forma a normatizar o uso do chá Hoasca pelos seus associados no contexto religioso. Pesquisas médico-científicas, realizadas por universidades do Brasil e do exterior, e o estudo de uma comissão multidisciplinar de trabalho do Governo Federal resultaram na Resolução do CONAD nº 1, de 25 de janeiro de 2010, que assegurou o uso do chá pelas religiões hoasqueiras, estabelecendo as normas para essa utilização.
Em 11 de julho de 2011, a Câmara dos Deputados, em Brasília, realizou sessão solene em homenagem aos 50 anos do Centro Espírita Beneficente União do Vegetal. Outras sessões com o mesmo caráter também foram realizadas em Câmaras de Vereadores e Assembleias Legislativas de diversos estados, entre eles Bahia, Ceará, Acre e Amazonas. A instituição publicou em seu blog uma relação de todas as sessões solenes realizadas por ocasião dos seus 50 anos.
Segundo o site oficial da instituição, a UDV segue princípios que garantem a utilização segura do chá. Entre eles, destacam-se o uso exclusivamente em rituais religiosos, a não comercialização do Vegetal, e a proibição do uso de substâncias proscritas associado à comunhão do chá.
Ainda segundo o site, a instituição também não ministra o chá a pessoas que não apresentem um adequado quadro emocional, e nem faz publicidade em busca de adeptos.

## Ciência e Saúde
Em 1986, foi instituído na União do Vegetal o Departamento Médico-científico (Demec), criado para atuar como canal de relacionamento da UDV com a comunidade acadêmica.
Em junho de 1991, a instituição realizou, em São Paulo, o I Congresso em Saúde, com o objetivo de atualizar os participantes a respeito do conhecimento acadêmico disponível sobre o chá Hoasca. Participaram autoridades jurídicas, filiados do Centro e pesquisadores nacionais e internacionais, a exemplo de Dennis McKenna (EUA) e Luís Eduardo Luna (Colômbia).
Um dos principais resultados desse congresso foi a proposta feita ao etnofarmacologista Dennis McKenna para a realização de uma pesquisa a respeito do uso do chá Hoasca no âmbito da União do Vegetal. A ideia resultou no projeto Farmacologia Humana da Hoasca. Nove centros universitários e instituições de pesquisa do Brasil, dos Estados Unidos e da Finlândia participaram desse projeto, que envolveu mais de trinta pesquisadores. Os resultados definitivos foram apresentados em 1995, na I Conferência Internacional dos Estudos da Hoasca, no Rio de Janeiro. Os estudos, publicados em revistas científicas especializadas, concluíram que o uso do chá, além de ser seguro para a saúde, traz também alguns benefícios: os usuários regulares do Vegetal tendem a ser pessoas mais calmas, alegres, ordeiras, persistentes e confiantes em si mesmas. Os estudos indicaram ainda um melhor nível de humor entre os sócios da UDV, quando comparado com pessoas que não fazem uso do chá. Depois desses resultados, outras pesquisas foram iniciadas, e muitas ainda encontram-se em andamento em centros universitários no país e no exterior.
Membros da comunidade científica, entretanto, fazem o alerta de que os resultados destas pesquisas realizadas com membros veteranos da União do Vegetal não podem ser extrapolados para a população em geral, especialmente para pessoas que nunca tomaram a ayahuasca. Há casos documentados de pessoas que experimentaram surtos psicóticos após tomar o chá, e cientistas avisam que o chá provoca alteração nos parâmetros cardiovasculares, podendo ter efeitos nocivos para pessoas com problemas cardíacos. Foi apontado, portanto, que os estudos supracitados, conduzidos na UDV, não são conclusivos, pois foram realizados apenas com os membros deste grupo religioso, os quais exibem tolerância e não sentem prejuízos com o uso do chá, e não com ex-membros ou ex-frequentadores que interromperam o uso após terem sentido efeitos negativos.

## O trabalho de beneficência
A União do Vegetal desenvolve também outras atividades de beneficência em suas unidades. A instituição recebeu do Governo Federal o título de Entidade de Utilidade Pública no dia 22 de julho de 1999, publicado no Diário Oficial da União nº 139. Além do título federal, renovado todos os anos, a UDV possui os títulos de utilidade pública estadual e municipal em diversos Estados do país.
Parte das práticas sociais adotadas pela UDV são realizadas em parceria com o Poder Público. Outras, associadas a organizações da sociedade civil e entidades representativas da iniciativa privada. Todas as atividades são feitas a partir do trabalho voluntário dos sócios.
No calendário oficial da instituição constam eventos como o do Dia do Bem, realizado no dia 26 de março. Nesse dia, núcleos do Brasil e do exterior promovem um mutirão de ações sociais para as comunidades.
Outro projeto, o Luz do Saber, aplica um modelo de ensino que usa a tecnologia digital para alfabetizar jovens e adultos. Segundo dados da UDV, cerca de quatro mil pessoas já foram alfabetizadas pelo projeto em todo o país nos últimos oito anos.

## A UDV e o Meio ambiente
Em 1990, foi criada a Associação Novo Encanto de Desenvolvimento Ecológico, uma entidade ligada à União do Vegetal que tem como objetivo trabalhar pela defesa e a preservação do meio ambiente.
A Associação Novo Encanto é responsável pela preservação de uma área de 8 125 hectares de floresta nativa, no município de Lábrea, no Estado do Amazonas, fronteira com o Acre. A área tem uma grande importância ambiental devido à sua biodiversidade e ao seu sistema hídrico, composto por um rio, doze igarapés e seis lagoas.
A entidade realiza diversas ações para preservar essa porção da floresta contra invasões, extração de madeira e devastação do ecossistema. Parte das ações tem foco em atividades de ecoturismo e atividades econômicas sustentáveis, como a produção de castanha e de couro vegetal.